# Amaranthus spinosus
Amaranthus spinosus o amarant espinós, és una espècie d'Amaranthus que és planta nativa d'Amèrica tropical però s'ha introduït en molts altres llocs. És una mala herba important en el conreu de l'arròs a Àsia.

## Usos
- Com a planta medicinal en la medicina tradicional africana
- Com un tint tradicional dels vestits a Cambodja.
- Com aliment.

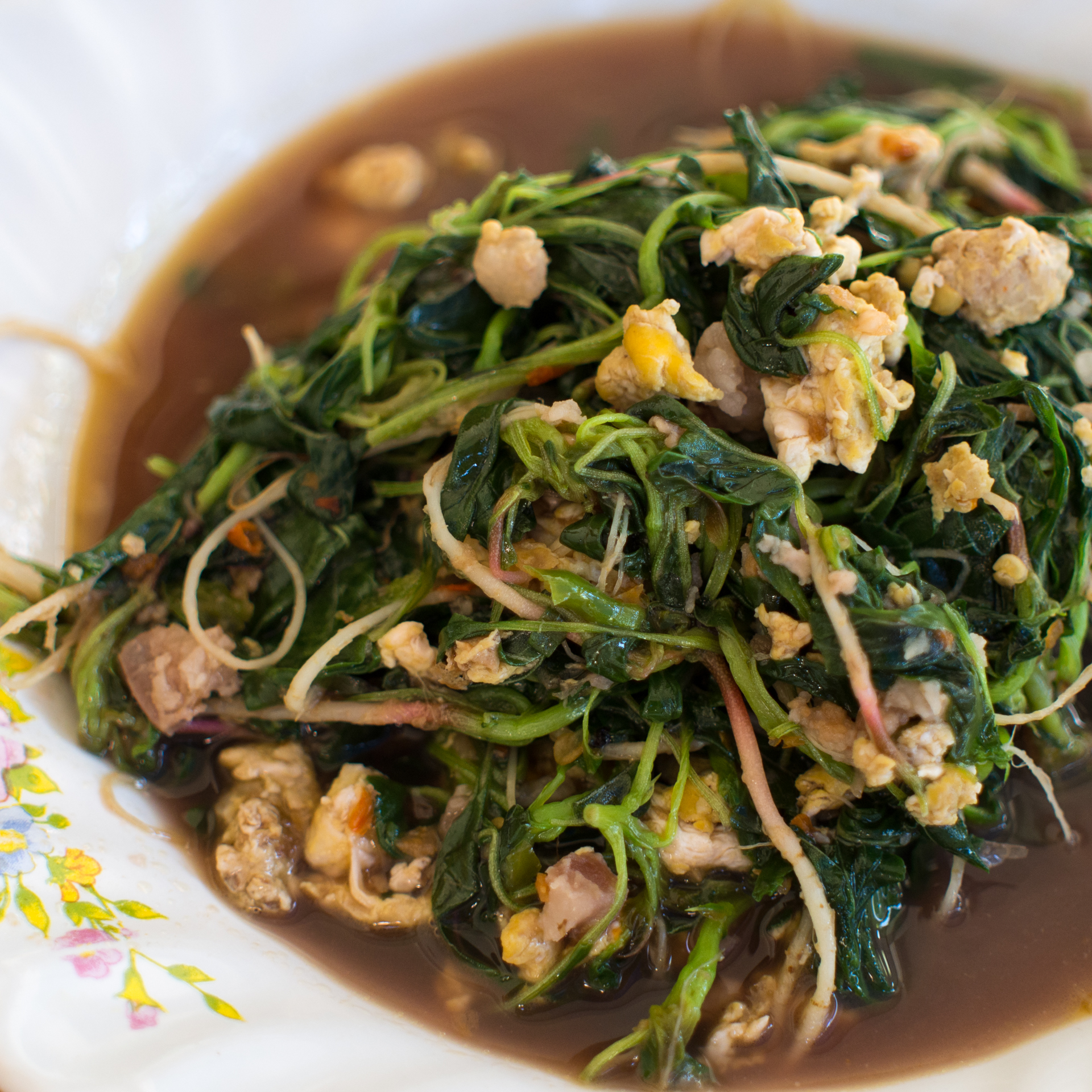
Phat phak khom, plat de Tailàndia amb amarant espinós.

Amaranthus spinosus és un aliment valuós a Àfrica. També es consumeix a diverses parts d'Àsia i les Maldives.